# 積基斯·蘇亞
積基斯蘇亞(Jacques Zoua Daogari，出生於1991年9月6日）是喀麥隆的職業足球運動員，司職前鋒，現效力於德國足球甲級聯賽漢堡。

## 榮譽
巴素利
- 瑞士足球超级联赛 冠軍: 2009–10, 2010–11, 2011–12, 2012–13
- 瑞士盃 冠軍: 2009–10, 2011–12
- 瑞士盃 亞軍: 2012–13
- Uhrencup 冠軍: 2011

## 外部連結
- Jacques Zoua[永久] at HSV.de